# Leo Schidlof
Leo R. Schidlof, né en 1886 et mort le 17 octobre 1966 à Londres, est un marchand d'art, expert en art et collectionneur autrichien.

## Biographie
Leo R. Schidlof naît en 1886.
Il dirige la maison de vente aux enchères d'art Leo Schidlof's Kunstauktionshaus (également connue sous le nom de Kunst-Auktions-Salon Leo Schidlof) à Vienne et à Paris dans les années 1920 (documenté de 1919 à 1928). Il s'intéresse particulièrement à la peinture miniature. Dans ce domaine, il devient le principal expert et publie une encyclopédie en quatre volumes des peintres européens de miniatures du XVIe au XIXe siècle. À partir de 1946, il vit à Londres.
Il meurt le 17 octobre 1966 dans cette ville.

## Publications
- Die Bildnisminiatur in Frankreich im XVII., XVIII. und XIX. Jahrhundert. Als Anhang: Allgemeines Lexikon der Miniaturisten aller Länder. Beyer, Wien 1911.
- Katalog der internationalen Miniaturen-Ausstellung in der Albertina. Wien, Mai–Juni 1924. Wien 1924.
- Chefs-d'oeuvre de la miniature et de la gouache. Genève, Musée d'art et d'histoire, 23.6.-15.8.1956. Genf 1956
- The miniature in Europe in the 16th, 17th, 18th, and 19th centuries. 4 Bände. Akademische Druck- und Verlagsanstalt, Graz 1964 (englische Ausgabe) = La miniature en Europe aux 16e, 17e, 18e et 19e siècles. 4 Bände. Akademische Druck- und Verlagsanstalt, Graz 1964 (französische Ausgabe).